# Bad Salzungen
Bad Salzungen is een plaats in de Duitse deelstaat Thüringen. Het is de Kreisstadt van de Wartburgkreis. De stad telt 23.177 inwoners. Naburige steden zijn onder andere Bad Liebenstein, Creuzburg en Geisa. Van 1949 tot 1990 lag Bad Salzungen in de communistische DDR.
Naast de stad omvat de gemeente ook de dorpen Dorf Allendorf, Kloster, Wildprechtroda, Kaltenborn, Langenfeld en Hohleborn. Daarnaast is Bad Salzungen  vervullende gemeente voor de gemeente Leimbach.
Bad Salzungen is de geboortestad van de Nederlandse componist Christian Friedrich Ruppe (1753–1826) en van 
Richard Mühlfeld (1856–1907), de klarinettist voor wie Brahms zijn klarinetkwintet schreef.

## Kuuroord

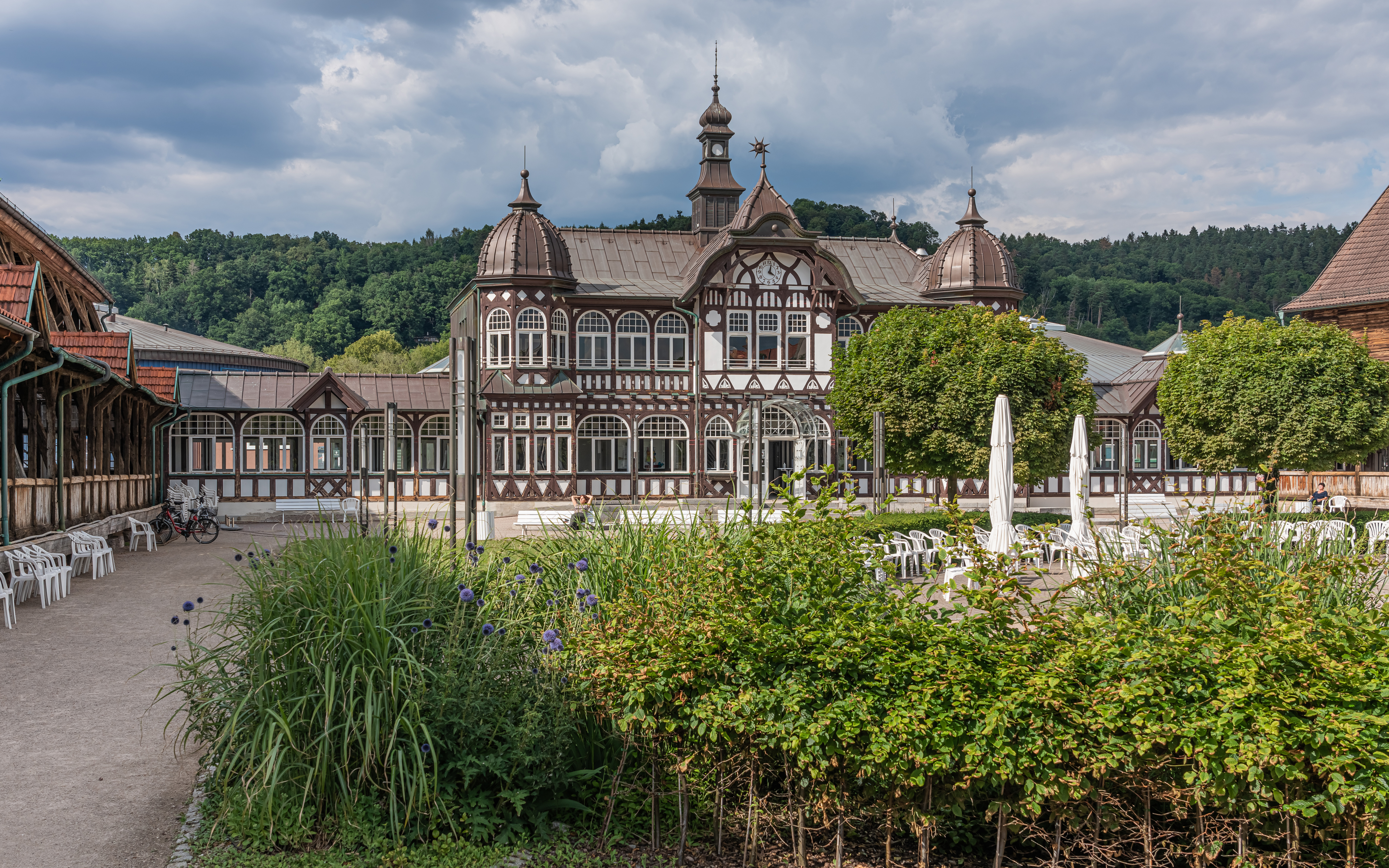
Gradierwerk Bad Salzungen

Bad Salzungen is ook bekend als kuuroord door de heilzame werking van het zout, dat hier al in de prehistorie werd gewonnen. Men schat dat de ondergrondse zoutlagen zo’n 20 miljoen jaar geleden ontstaan zijn. Vanaf 1797 werden, aan weerszijden van het riviertje de Werra, 24 zogeheten Gradierwerke gebouwd: houten stellages van rijshout, ca. 10 tot 13 meter hoog, waarlangs een heilzame nevel, sterk verzadigd met zout, op de patiënten neerdaalde. Hiervan zijn er slechts twee overgebleven, die momenteel worden afgebroken maar in 2023 weer nieuw worden opgebouwd.  

In een van de zoutschachten kan het publiek tot 800 meter diep afdalen: een gigantisch gangenstelsel van totaal 4700 km lengte openbaart zich. In een van de ruimtes vinden met laserstralen lichtshows plaats. Ook is er diep onder grond in het winterseizoen een fietsroute voor mountainbikers uitgezet. Aangezien GPS hier niet werkt, wordt de route met bordjes aangegeven.

## Geboren
- Alexander Zickler (28 februari 1974), Duits voetballer en voetbaltrainer

Amt Creuzburg ·
Bad Liebenstein ·
Bad Salzungen ·
Barchfeld-Immelborn ·
Berka v. d. Hainich ·
Bischofroda ·
Buttlar ·
Dermbach ·
Eisenach ·
Empfertshausen ·
Geisa ·
Gerstengrund ·
Gerstungen ·
Hörselberg-Hainich ·
Kaltennordheim ·
Krauthausen ·
Krayenberggemeinde ·
Lauterbach ·
Leimbach ·
Nazza ·
Oechsen ·
Ruhla ·
Schleid ·
Seebach ·
Treffurt ·
Unterbreizbach ·
Vacha ·
Weilar ·
Werra-Suhl-Tal ·
Wiesenthal ·
Wutha-Farnroda